# Râul Lumașu
Râul Lumașu este un curs de apă, afluent al Jiului.